# Yavuz Demir
Yavuz Demir (1941 – 23 settembre 2006) è stato un cestista turco.
Era il fratello di Tuğrul Demir.

## Carriera
Con la Turchia ha disputato due edizioni dei Campionati europei (1961, 1963).